# 富岡晃一郎
富岡 晃一郎（とみおか こういちろう、1978年1月1日 - ）は、東京都出身の俳優。ファザーズコーポレーションに所属。
身長167cm、体重57kg。

## 人物・略歴
演劇ユニット「つめきり」、劇団「iOJO!」を経て、1999 年阿佐ヶ谷スパイダース「綺麗」に初参加。以降、阿佐ヶ谷スパイダースの作品に多数出演。近年は、福原充則（ピチチ5）や江本純子（毛皮族）の作品や、早乙女太一座長公演（明治座）、劇団EXILEなど、舞台を中心に活躍の場を拡げている。また、ブログや雑誌コラムなどの執筆にも精力的に活動中。2011年、脚本家・演出家の福原充則と新ユニット「ベッド&メイキングス」を旗揚げ。

## 出演

### 舞台
- CHAiroiPLIN『おどるシェイクスピア RARE〜リア王〜』（2025年8月14日 - 17日〈予定〉、六行会ホール / 8月23日〈予定〉、島根県民会館 中ホール / 9月13日〈予定〉、あわぎんホール 1階ホール）[1]
- 舞台『Take Me Out』2025（2025年5月17日 - 6月8日、よみうりホール / 6月14日・15日、Niterra日本特殊陶業市民会館 ビレッジホール / 6月20日・21日、岡山芸術創造劇場 ハレノワ 中劇場 / 6月27日 - 29日、兵庫県立芸術文化センター 阪急中ホール） - メイソン・マーゼック 役[2]
- パショナリーアパショナーリア『おもちゃワーカーズ』（2024年7月6日・7日・13日、ニュー・サンナイ）[3]
- 音楽劇『不思議な国のエロス』〜アリストパネス「女の平和」より〜（2024年2月16日 - 25日、新国立劇場 小劇場）[4]
- 舞台「パタリロ!」スターダスト計画 -魔夜メンズ 役（2018年3月15日-25日、銀河劇場/3月30日-4月1日、森ノ宮ピロティホール）
- それからのブンとフン（2013年9月、KAAT 神奈川芸術劇場/ 2013年10月、天王洲銀河劇場）
- 劇団朱雀 早乙女太一 公演 『原点進化』演出:岡村俊一 （2013年6月18日-24日、パルコ劇場） - お夏 ほか[5]
- 劇団朱雀 ぎふ葵劇場公演（2013年5月1日-15日、ぎふ葵劇場）
- 「神州天馬侠」演出:岡村俊一（2013年4月10日-27日、東京明治座/ 2013年6月29日-7月15日、名古屋中日劇場） - 果心居士 役
- 「マティーニ! 〜ただ今、撮影5時間押し〜」シアター1010（2013年2月） - 監督 役
- ライチ☆光クラブ（紀伊國屋ホール/2012年12月14日 - 12月25日） - デンタク 役
- ベッド&メイキングス『未遂の犯罪王』（脚本・演出:福原充則、2012年、すみだパークスタジオ）
- ベッド&メイキングス『墓場、女子高生』（脚本・演出:福原充則、2012年、座・高円寺1）
- 舞台版 GOEMON（2012年3月、御園座/ 5月、明治座）（演出：岡本俊一）
- 『新春戦国鍋祭』（作：穴吹一朗、演出：板垣恭一、2011年、サンシャイン劇場)
- 毛皮族10年記念公演『小さな恋のエロジー』（作・演出:江本純子、2010年、下北沢駅前劇場）
- 明治座『嗚呼、田原坂』（脚本：西田大輔、演出:岡村俊一、2010年、明治座）
- 劇団EXILE JUNCTION＃1『NIGHT BALLET』（脚本:山中隆次郎・演出/岡村俊一、2010年、天王洲銀河劇場）
- 毛皮族『ほたるのばか』（アジア舞台芸術祭2009参加、作・演出:江本純子、共演:安藤聖、2009年、東京芸術劇場中ホール）
- ピチチ5プロデュース『サボテンとバントライン』（脚本・演出:福原充則、出演:要潤、今野浩喜(キングオブコメディ)、田中理恵、ほか、2009年、青山円形劇場）
- ネルケプランニング『304』（作:蓬莱竜太、演出:茅野イサム、2009年、あうるすぽっと）
- ムロ式『例』（作:福田雄一、筧昌也、ムロツヨシ、演出:ムロツヨシ、2009年、シアターモリエール）
- 故林コントリミックス『二死満塁の人々』（作:故林広志、演出:福原充則、2009年、三鷹市芸術文化センター 星のホール）
- むーとぴあ『この世界にはない音楽』（作:ほさかよう、演出:斎藤栄作、2009年、シアターモリエール）
- 朗読劇『苦情の手紙』（作・演出:中野俊成、2008年、博品館劇場）
- サバダミカンダ『スタンレーの魔女』（原作:松本零士、脚本・演出:御笠ノ忠次、2008年、赤坂レッドシアター）
- ROBOT『fabrica[10.0.1]』（作：高井浩子、演出:本広克行、2007年、赤坂レッドシアター）
- 阿佐ヶ谷スパイダースpresents『少女とガソリン』（作・演出:長塚圭史、2007年、ザ・スズナリ）、
- ネルケプランニング『すけだち』（脚本:劇団鹿殺し（丸尾丸一郎・菜月チョビ）、演出：岡村俊一、音楽:つんく♂、2007年、新宿コマ劇場）
- 音楽劇『三文オペラ』（作：ベルトルト・ブレヒト、演出:白井晃、音楽監督：三宅純、2007年、世田谷パブリックシアター）
- マンションマンション『人間フィルハーモニー』（作・演出:福原充則、2007年、下北沢駅前劇場）
- 阿佐ヶ谷スパイダース『桜飛沫』（作・演出:長塚圭史、2006年、世田谷パブリックシアター）
- マンションマンション『キング・オブ・心中』（作・演出:福原充則、2006年、下北沢OFFOFFシアター）
- PARCOプロデュース『ウィー・トーマス』（作:マーティン・マクドナー、演出：長塚圭史、2006年、PARCO劇場）
- 凧の箱〜KITE'S BOX〜第一回公演 『なにげないもの』（作・演出:御徒町凧、出演:森山直太朗 ほか、2006年、原宿クエストホール）
- 森山直太朗 劇場公演『森の人』（作・演出:御徒町凧、2005年、アートスフィア）
- InnocentSphere『HELL FIGHTER』（作・演出:西森英行、2005年、青山円形劇場）
- 宇宙レコード『深いイミ☆でTHAT‘S！オーライ！』（作・演出:小林顕作、2005年、THEATER/TOPS）
- M&Oplaysプロデュース『センター街』（作:岩松了、演出:倉持裕、2005年、ザ・スズナリ）
- 毛皮族『銭は君』（作・演出：江本純子、2005年、本多劇場）
- Rising Sun Rock FESTIVAL 2005 in EZO（宇宙レコード、富岡晃一郎）
- BlueShuttleプロデュース『Switch!』（作:山上ちはる　鈴木友海、演出：西川誠也、2005年、吉祥寺シアター）
- 劇団、本谷有希子『無理矢理』（作・演出:本谷有希子、2005年、吉祥寺シアター）
- マンションマンション『三年パンク』（作・演出:福原充則、2004年、下北沢OFFOFFシアター）
- ヴィレッヂプロデュース『真昼のビッチ』（作・演出:長塚圭史、2004年、シアターアプル）
- つめきり『ロングロングケーキ』（2003年、劇場MOMO）
- 阿佐ヶ谷スパイダース『みつばち』（作・演出:長塚圭史、2003年、全労済ホールスペース・ゼロ）
- 森山直太朗ワンマンライブ『キャラメル通りの配達夫』（2003年、草月ホール）
- 劇団、本谷有希子『石川県伍参市』（作・演出:本谷有希子、2003年、しもきた空間リバティ）
- 宇宙レコード『“Hanzomon?”Ha〜Ha〜Hanzomon.“”Ha〜Ha〜Hanzomon?“』（作・演出:小林顕作、2003年、TOKYO FM HALL）
- 阿佐ヶ谷スパイダース『十字架』（作・演出:長塚圭史、2002年、東京グローブ座）
- 阿佐ヶ谷スパイダース『ポルノ』（作・演出:長塚圭史、2002年、TOKYOFM HALL）
- 阿佐ヶ谷スパイダース『日本の女』 （作・演出:長塚圭史、2002年、ザ・スズナリ）
- つめきり『割箸文庫』（2000年、アイピット目白）
- iOJO!『否否否』（作・演出:黒川麻衣、1998年、THEATER/TOPS）
- 阿佐ヶ谷スパイダース『綺麗』（作・演出:長塚圭史、1998年、下北沢駅前劇場）
- iOJO！『陽性なのはどちらのほうか』（作・演出:黒川麻衣、1997年、THEATER/TOPS）

### 映画
- 『劇場版パタリロ!』（2019年6月28日、HIGH BROW CINEMA） - 魔夜メンズ 役
- 『踊る大捜査線 THE MOVIE3 ヤツらを解放せよ!』（監督:本広克行、脚本：君塚良一）（2010年）
- 『特命係長 只野仁~最後の劇場版~』（監督:植田尚）（2008年）
- 『あの人が消えた』（監督:水野格）（2024年） - 相馬 役[6]

### TV
- NHK朝の連続テレビ小説『あまちゃん』第109回（テレビ局の男役）（2013年）
- ytv『FACE MAKER』第8話（沖田俊作役）（2010年）
- NHK『祝女』シリーズ（2010年）
- NHK『人間失格』裁判（2009年）
- CX『男一代菩薩道2 ~佐々井秀嶺 44年ぶりの帰郷~』ナレーション出演（2009年）
- NHK『Q.E.D. 証明終了』（笹塚真人役）レギュラー出演（2009年）
- BS朝日『ラストメール』（2008年）
- CX『モンスターペアレント』第4話（2008年）
- NHK BSハイビジョン『漱石・百年愛のミステリー温泉合宿で三角関係の謎を解く』（2007年）
- NHK BSハイビジョン『わたしが子どもだったころ 桂歌丸篇』（2007年）
- NHK朝の連続テレビ小説『純情きらり』第15回（2006年）
- NHK『ハイビジョンぷれまっぷ』（2006年）
- NTV『未来創造堂「揺れるな新幹線」』（2006年）
- CX『役者魂!』（アントーニオ役）レギュラー出演（2006年）
- TX 女と愛とミステリー『人情刑事宮本清四郎』（2005年）
- TX ドラマ24『嬢王』第10話（2005年）
- CX 『南くんの恋人〜my little lover』（堺沢役）レギュラー出演（2015年）
- TX 『潜入捜査アイドル・刑事ダンス』（2016年）
- グッドワイフ (日本のテレビドラマ)（2019年） - 高岡英俊

### ドラマ
- 降り積もれ孤独な死よ 第9話（2024年9月1日、読売テレビ・日本テレビ系） - 花屋店主 役[7]
- ホットスポット 第9話（2025年3月9日、日本テレビ） - 市役所産業建設部長 役[8]

### ラジオ
- TFM『ラジオ劇団 小さな奇跡』（2010年）
- NHK FM放送 FMシアター「シリーズ・北欧の現代文学 曲芸師ハリドン」（2009年）

### CM
- R-CM アサヒ飲料「WONDA」「金の微糖」「ZEROMAX」（2009年）
- TV-CM 「牛角」（2009年）
- R-CM 「木下工務店」（2009年）
- R-CM 大正製薬「リポビタンD」（2009年）
- R-CM 「スバル」（2009年）
- R-CM 大正製薬「カフェイン180」（2008年）
- R-CM USEN「カラオケUGA(ウガ)」（2008年）
- R-CM 「ライフネット生命」（2008年）
- R-CM ロッテ「アーモンドチョコ」（2007年）
- R-CM 大塚製薬「ポカリスエット」（2007年）
- R-CM 郵政公社「フレーム切手」（2006年）
- R-CM 明治製菓「キシリッシュ」（2006年）

### テレビアニメ
- ライチ DE 光クラブ（2012年10月1日 - 、TOKYO MX） - デンタク 役

### 執筆
- シアターガイド『とみーのごちそうサマンサがききたくて』〜08年4月号
- 携帯サイト演劇モバイル『演劇気になリズム』